# Ministarstvo istine
Ministarstvo istine (engl. Ministry of Truth), ili na novogovoru Minitrue, jedno je od četiriju ministarstava Oceanije, fiktivne države u Orwellovu romanu Tisuću devetsto osamdeset četvrtoj. Ono je zaduženo za pružanje informacija i kulturnih sadržaja stanovništvu, ali u stvarnosti služi kao propagandno oruđe režima. U tome se koriste brojne metode od kojih je karakteristična manipulacija dokumentima i povijesnim podacima, odnosno brisanje i/ili "friziranje" ličnosti i događaja koje su iz političkih razloga postale problematične. Winston Smith, protagonist romana, radi kao jedan od službenika Ministarstva.
U romanu je sjedište Ministarstva opisano kao monumentalno piramidalno zdanje visoko 300 m i s preko 3000 kancelarija. U njemu postoje brojni odjeli: pismohrana, istraživanje, televizija, propaganda te odjel za fiktivna djela, koji uključuje poseban pododjel koji proizvodi pornografska djela namijenjena prolovima.
Orwell je inspiraciju za Ministarstvo istine pronašao u stvarnom životu, odnosno u vlastitim iskustvima rada za britansko Ministarstvo informiranja u Drugom svjetskom ratu.
Izraz "Ministarstvo istine" nakon objavljivanja romana stekao je veliku popularnost te se, u pravilu u pejorativnu smislu, počeo koristiti za medijske kuće i organizacije koje manipuliraju javnošću u korist vlasti.